# لانه‌کن سینه‌نارنجی
لانه‌کن سینه‌نارنجی (نام علمی: Harpactes oreskios) نام یک گونه از سرده لانه‌کن‌های گیرنده است.

## نگارخانه

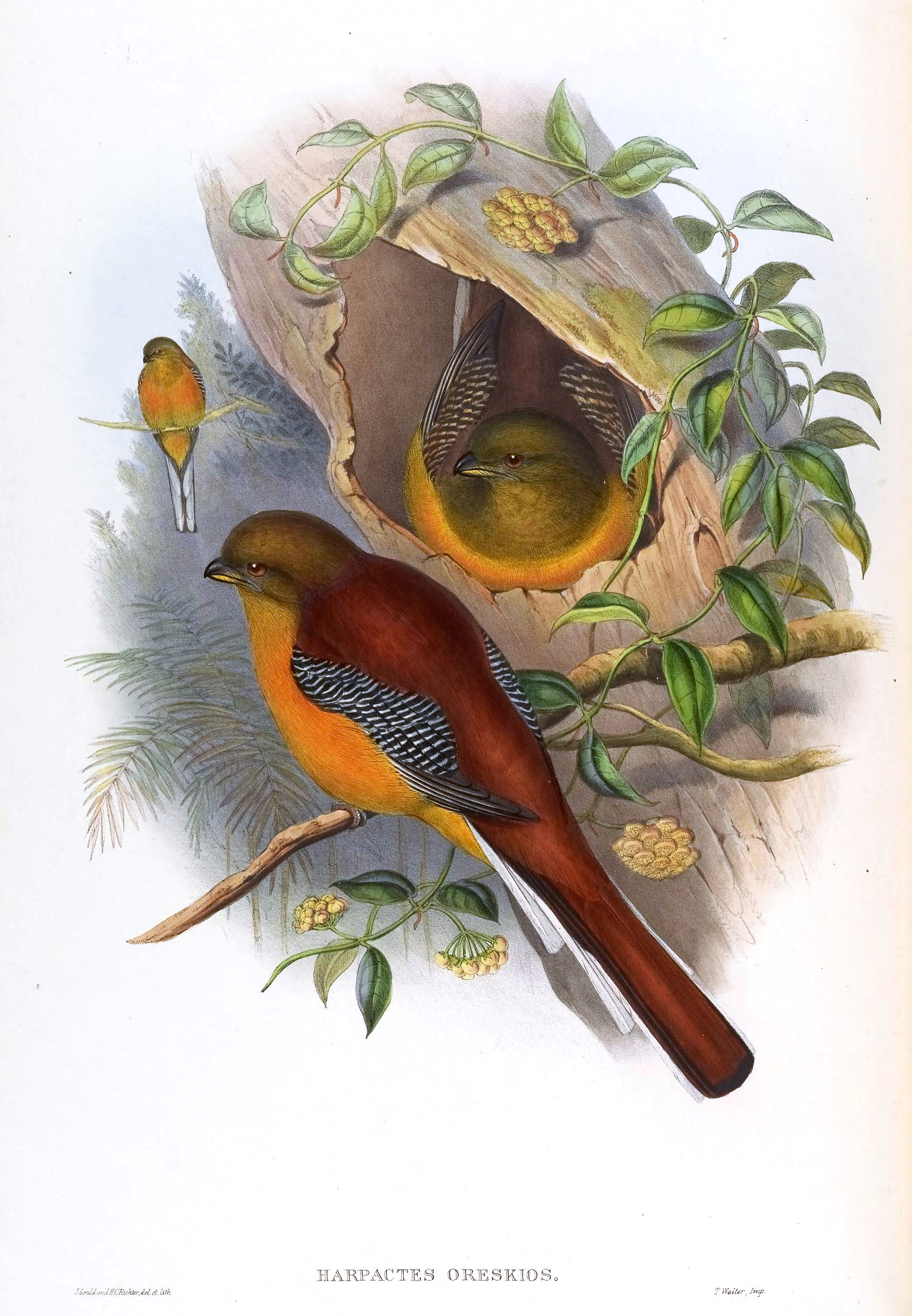
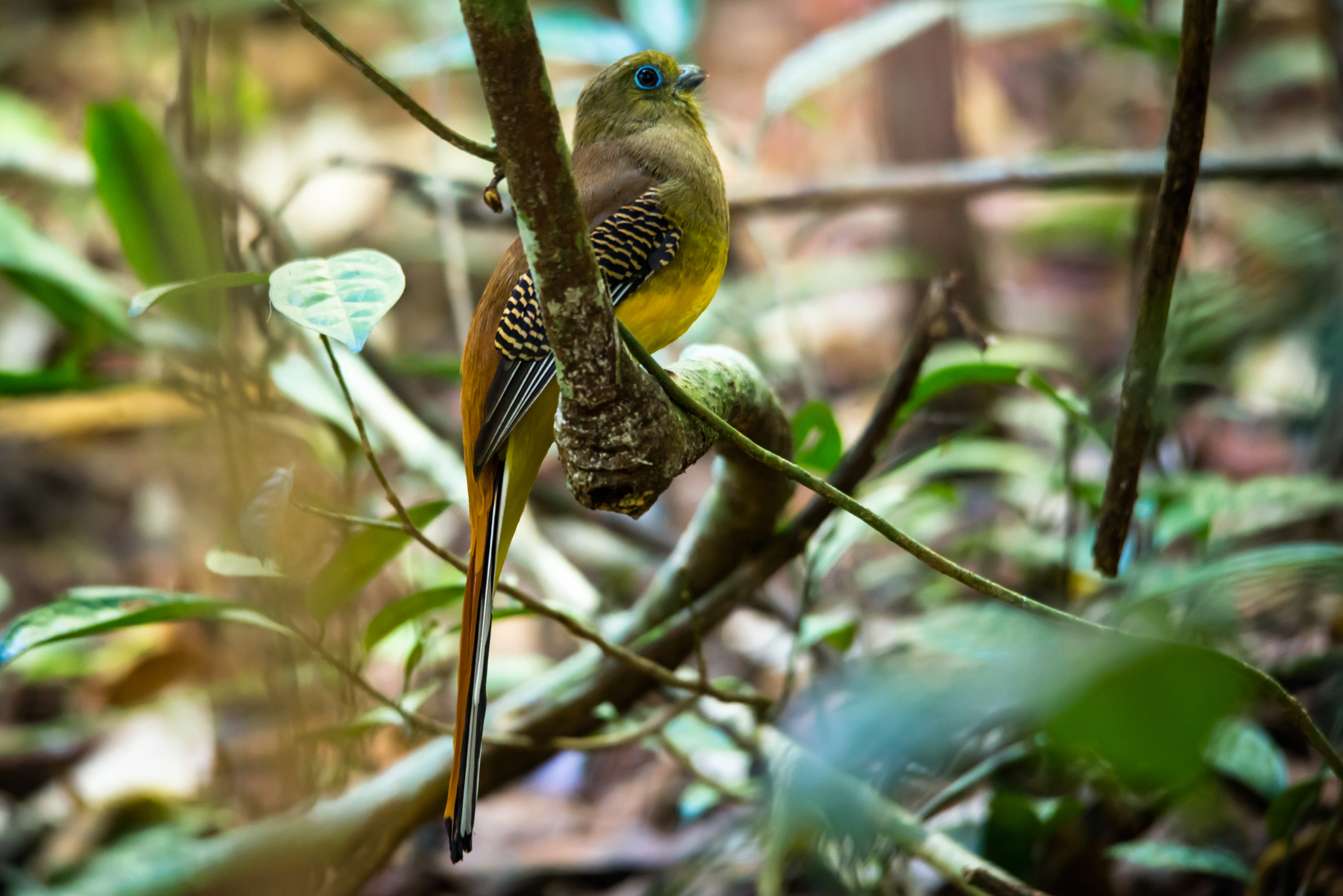